# Gruppo del Monte Antola
Il gruppo del Monte Antola o catena dei Monti Liguri comprende le vette che si trovano lungo, o prossime, le dorsali che dipartono dalla cima del monte Antola, nell'Appennino ligure.
È grossomodo compreso tra il torrente Trebbia a sud e a est, dove confina con il Nodo della Scoffera e il gruppo del monte Maggiorasca, e il torrente Scrivia a ovest, dove inizia il massiccio del Monte delle Figne, per poi terminare a nord nella pianura Padana.

## Dorsali

Cartina con la dislocazione delle principali vette e dorsali del gruppo del Monte Antola

- Seguendo la dorsale nord, a cavallo tra le valli Borbera e Trebbia, le cime principali sono: il monte Carmo, il monte Alfeo, il monte Legnà, il monte Cavalmurone e il monte Chiappo.
- Dal monte Chiappo la dorsale si divide in tre diverse catene: verso nord-ovest, tra la val Borbera e la val Curone, si trovano il monte Ebro e il monte Giarolo, in direzione nord, tra la val Curone e la valle Staffora, il monte Garavé e il monte Bogleglio, infine verso nord-est il monte Lesima (che con i suoi 1724 m risulta essere la cima più elevata del gruppo), la Cima Colletta e il monte Penice.
- Lungo la dorsale sud, tra la val Trebbia e la val Brevenna, si incontrano le cime del monte Cremado, del monte Duso e del monte Prelà, lungo i cui fianchi meridionali hanno sorgente sia il fiume Trebbia sia il fiume Scrivia.
- La dorsale est, tra le valli Brevenna e Borbera, conduce alla cima del monte Buio.

Ampie zone del gruppo del monte Antola appaiono isolate e selvagge, i folti boschi di faggio e castagno che ricoprono i versanti sono popolati dalla fauna tipica dell'appennino tra la quale è ormai nuovamente presente anche il lupo, quale segnale di ritrovati equilibri naturali. Il Parco naturale regionale dell'Antola in provincia di Genova è stato istituito nel 1995.
Oggi suddivisa amministrativamente in quattro province (Genova, Alessandria, Pavia, Piacenza) e quindi in quattro regioni (Liguria, Piemonte, Lombardia, Emilia-Romagna) la zona del gruppo del monte Antola era fino alla prima metà del XX secolo punto di passaggio e di scambi commerciali tra le comunità insediate nelle le valli e che oggi conservano ricordi e tradizioni comuni, in particolar modo musica e danze legate all'uso del piffero.

## Via del sale
Il crinale nord vedeva il passaggio della via del sale lombarda che, partendo da Pavia e salendo dalla valle Staffora lo percorreva per scendere dal monte Antola a Torriglia e raggiungere Genova.